# Liste der Bodendenkmale in Rethem (Aller)
In der Liste der Bodendenkmale in Rethem sind alle Bodendenkmale der niedersächsischen Gemeinde Rethem (Aller) aufgelistet. Die Quelle ist der Denkmalatlas Niedersachsen. 
Der Stand der Liste ist der 18. November 2024.
Allgemein

Rethem im Heidekreis

In den Spalten finden sich folgende Informationen des Bodendenkmales:
Lagegeographische Koordinaten
BezeichnungBezeichnung lt. Denkmalatlas
BeschreibungBeschreibung lt. Denkmalatlas
IDObjekt-ID
BildBild, ggf. zusätzlich mit Link zu weiteren Fotos im Medienarchiv Wikimedia Commons.

## Rethem (Aller)
| Lage                       | Bezeichnung             | Beschreibung | ID       | Bild           |
| -------------------------- | ----------------------- | --- | -------- | -------------- |
| 52° 47′ 7″ N, 9° 23′ 10″ O | Rethem (Aller) 12, Burg | Die Burg Rethem lag am Westufer der Aller, ihre Wassergräben wurden von dieser gespeist. Nördlich von ihr erstreckte sich die Junkernvorburg mit den Sitzen der Burgmannen, während die Wirtschaftsgebäude, die sogenannte Amtsvorburg, westlich zum Ortskern hin lagen. Die Hauptburg war im 30-jährigen Krieg mit Wassergraben und Wall umgeben. Der quadratische Burgplatz besaß eine Seitenlänge von ca. 50 m. 1315 muss ein Wohnturm bestanden haben, dessen 2,40 m breites Findlingsfundament bei den Ausgrabungen erfasst wurde. Laut einer Handskizze des damaligen Pfandnehmers Dietrich von Mandelsloh aus dem Jahr 1552 betrat man die Burg damals durch einen ummauerten Vorhof. Rechts von diesem stand ein Turm, während die gegenüber liegende Seite vollständig von einem großen Gebäude eingenommen wurde. An den anderen Seiten standen kleinere Gebäude. | 34823970 | Weitere Bilder |

## Stöcken

### Stöcken 5
- ID:34820950
- Gruppe von 17 Grabhügeln mit 9 – 26 m Durchmesser und 0,5 – 2 m Höhe.

| Lage                        | Bezeichnung | Beschreibung | ID       | Bild |
| --------------------------- | ----------- | --- | -------- | ---- |
| 52° 45′ 27″ N, 9° 19′ 49″ O | Stöcken 5   | Fläche 20 m × 18 m und Höhe 1,3 m. | 34821851 | BW   |
| 52° 45′ 26″ N, 9° 19′ 49″ O | Stöcken 6   | Durchmesser ca. 12 m und Höhe ca. 0,5 m, zentrale alte Eingrabung.                                                                                    | 34821852 | BW   |
| 52° 45′ 27″ N, 9° 19′ 48″ O | Stöcken 7   | Durchmesser ca. 15 m und Höhe ca. 0,8 m. | 34821853 | BW   |
| 52° 45′ 27″ N, 9° 19′ 50″ O | Stöcken 8   | Fläche 19 × 7 m und Höhe 0,7 m. | 34821892 | BW   |
| 52° 45′ 28″ N, 9° 19′ 49″ O | Stöcken 9   | Durchmesser ca. 15 m und Höhe ca. 0,8 m, alte, muldenförmige Eingrabungen. Randbereich stark zerstört.                                                | 34821893 | BW   |
| 52° 45′ 28″ N, 9° 19′ 51″ O | Stöcken 10  | Durchmesser ca. 18 m und Höhe ca. 1,2 m, eine zentrale alte Eingrabung. Rand abgesetzt.                                                               | 34821894 | BW   |
| 52° 45′ 29″ N, 9° 19′ 51″ O | Stöcken 11  | Durchmesser ca. 23 m und Höhe ca. 2 m. Rand deutlich abgesetzt.                                                                                       | 34821954 | BW   |
| 52° 45′ 30″ N, 9° 19′ 51″ O | Stöcken 12  | Durchmesser ca. 14 m und Höhe ca. 1 m. Rand schwach abgesetzt.                                                                                        | 34821955 | BW   |
| 52° 45′ 30″ N, 9° 19′ 53″ O | Stöcken 13  | Durchmesser ca. 15 m und Höhe ca. 1 m. Rand schwach abgesetzt.                                                                                        | 34821956 | BW   |
| 52° 45′ 30″ N, 9° 19′ 54″ O | Stöcken 14  | Durchmesser ca. 16 m und Höhe ca. 1 m. Rand schwach abgesetzt.                                                                                        | 34822031 | BW   |
| 52° 45′ 31″ N, 9° 19′ 54″ O | Stöcken 15  | Fläche 19 × 12 m und Höhe 1,3 m. Rand abgesetzt. | 34822032 | BW   |
| 52° 45′ 31″ N, 9° 19′ 55″ O | Stöcken 16  | Durchmesser ca. 15 m und Höhe ca. 1,4 m. Rand abgesetzt.                                                                                              | 34822033 | BW   |
| 52° 45′ 31″ N, 9° 19′ 56″ O | Stöcken 17  | Ursprüngliche Durchmesser ca. 14 – 16 m, ehemalige Höhe ca. 0,8 m. Der Südteil durch Sandabfuhr zerstört.                                             | 34822134 | BW   |
| 52° 45′ 33″ N, 9° 19′ 55″ O | Stöcken 18  | Durchmesser ca. 22 m und Höhe ca. 1,5 m. Südostteil beim Anlegen einer Weide winkelförmig abgetragen. Nordrand bei Anlage eines Feldweges abgetragen. | 34822135 | BW   |
| 52° 45′ 32″ N, 9° 19′ 52″ O | Stöcken 19  | Durchmesser ca. 23 m und Höhe ca. 1,9 m. Rand abgesetzt.                                                                                              | 34822136 | BW   |
| 52° 45′ 31″ N, 9° 19′ 49″ O | Stöcken 20  | Durchmesser ca. 20 m und Höhe ca. 1,5 m. | 34822177 | BW   |
| 52° 45′ 30″ N, 9° 19′ 47″ O | Stöcken 21  | Durchmesser ca. 19 m und Höhe ca. 1 m. Oberfläche an einigen Stellen gestört, Rand nur im Südost-Bereich abgesetzt.                                   | 34822178 | BW   |